# Specchiolla
Specchiolla (Spicchiodda in dialetto carovignese) è una località balneare frazione del comune di Carovigno, in provincia di Brindisi.

## Geografia fisica

### Territorio
Si trova a circa 20 km dal capoluogo se si decide di percorrere in direzione sud-est nord-ovest la vecchia via Traiana, odierna strada statale 379, che costeggia il mare Adriatico.

### Clima
Il clima è tipicamente mediterraneo, con inverni miti (la temperatura media è di 10 °C), primavere e autunni gradevoli ed estati discretamente calde e non molto umide. I venti sono moderati.
Le distanze dalle città vicine sono:
- 11 km da Carovigno
- 11 km da San Vito dei Normanni
- 17 km da San Michele Salentino
- 18 km da Ostuni
- 20 km da Brindisi

## Storia

Spiaggia di Morgicchio (Lido Specchiolla) alla fine degli anni sessanta

Nei secoli il sito è stato martoriato dalle scorribande dei pirati; diversi assalti si sono verificati nel luglio del 1681. Il 14 luglio del 1687 sbarcarono 250 corsari provenienti da Dulcigno, ma subirono la violenta reazione della popolazione sanvitese dell'entroterra.
La rada è stata testimone di tremendi naufragi di imbarcazioni di passaggio. Un primo naufragio, con vittime, viene registrato l'11 febbraio 1683. I giornali dell'epoca narrano poi che la notte del 2 dicembre 1828, un veliero anconitano proveniente da Corfù e battente bandiera pontificia si schiantò con violenza sugli scogli: non sopravvisse nessuno.
La piazzetta della chiesa è il crocevia del borgo antico. Tradizionale è la festa di Santa Maria Goretti, patrona della vicina borgata di Serranova (le due chiese sono accorpate). Il 29 luglio, l'icona della santa, trasportata in barca da Penna Grossa, spiaggia nei pressi di Torre Guaceto, sbarca nell'ansa del porticciolo di Specchiolla; il corteo di fedeli raggiunge infine la chiesa parrocchiale di Serranova per le celebrazioni di rito.
Storicamente, la borgata marina di Specchiolla era feudo dei Dentice di Frasso, ramo di San Vito dei Normanni, sino alla riforma agraria. Negli anni cinquanta divenne meta di turisti e contadini locali, e iniziarono ad apparire le prime baracche e case vacanza. Tra gli anni sessanta e settanta, grazie a un progetto dei fratelli Trizza, imprenditori oleari sanvitesi, sorse il primo insediamento urbano, i primi negozi e lidi attrezzati. La borgata, come da regolamento comunale e prima ancora da legge regionale, rientra nel Comune di Carovigno ma i sanvitesi hanno sempre considerato come proprio questo lembo di terra.

## Economia

### Turismo

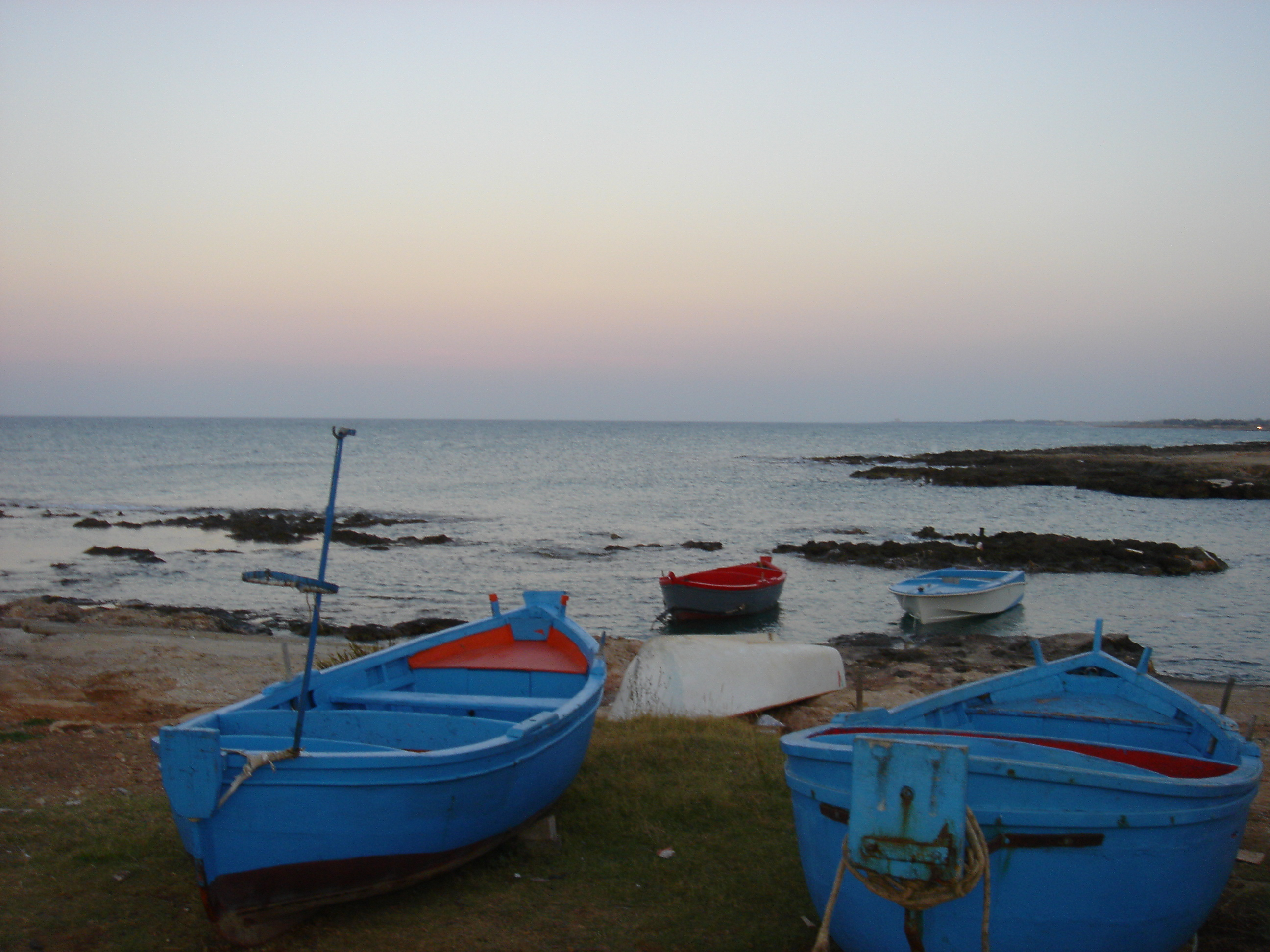
Il porticciolo di Specchiolla

Durante gli anni novanta lo sviluppo edilizio incontrollato della località ha prodotto intense trasformazioni urbanistiche che hanno esteso notevolmente l'area abitata. Baresi e brindisini sono i villeggianti più numerosi, assieme a quelli provenienti dalle vicine città   di San Vito dei Normanni e San Michele Salentino. Di recente si è assistito a un aumento dei flussi turistici da Nord Italia, Inghilterra e Francia, che si sono aggiunti alla storica presenza dei tedeschi.
La macchia mediterranea, attualmente molto limitata, era popolata in passato da cinghiali e cervi. Lungo il litorale di Specchiolla vi sono diverse insenature, le cosiddette "calette": una volta erano invase dalle alghe depositate dalle tempeste invernali e utilizzate dai contadini come concime. Oggi, ripulite, sono spiagge accoglienti.
Le coste sabbiose si alternano a basse scogliere. Specchiolla presenta un porticciolo e la sede della Lega navale italiana di San Vito dei Normanni. Vi sono ristoranti affacciati sul mare, bar e alcuni negozi. È presente inoltre un impianto per il tiro a volo e un villaggio camping attrezzato.